# À deux minutes près
Pour plus de détails, voir Fiche technique et Distribution.
À deux minutes près est un film français réalisé par Éric Le Hung et sorti en 1989.

## Synopsis
Virginie qui s'ennuie dans son couple, et Tristan, complexé par une femme trop parfaite, sont malheureux tous les deux dans leur couple respectif, et sont persuadés que le destin les a réunis.

## Fiche technique
Sauf indication contraire, les informations mentionnées dans cette section peuvent être confirmées par la base de données cinématographiques IMDb,  présente dans la section « Liens externes ».
- Réalisation : Éric Le Hung
- Scénario : Françoise Dorin
- Adaptation : Éric Le Hung
- Costume : Chantal Glasman
- Photographie : Norbert Marfaing-Sintes, Philippe Théaudière
- Musique : Marc Hillman
- Production :  Les Productions du Daunou
- Pays d'origine :   France
- Langue originale : français
- Format :  Couleur -  Son  Mono
- Genre : comédie
- Durée : 100 minutes
- Dates de sortie :
  - France : 12 avril 1989

## Distribution
- Charlotte de Turckheim : Virginie
- Jacques Weber : Tristan
- François-Éric Gendron : Paul
- Dominique Régnier : Christine
- Bernard Farcy : Henri
- Ginette Garcin : La belle-mère
- Grégory Bismuth : Christophe
- Annick Blancheteau : Cécile
- Denise Didier : L'astrologue
- Christine Pignet : La matrone
- Paul Crauchet : Le docteur Gallois
- Gérard Hérold : Le cousin d'Henri
- Jean-Marie Bigard : Le dépanneur SOS
- Yvonne Clech : La dame au chien
- Hubert Deschamps : Chotard
- Philippe Castelli : Le garçon de la brasserie
- Marc Bretonnière : Le policier pub